# Lilian Marijnissen
Lilian Marijnissen (Oss, Países Bajos; 11 de julio de 1985) es una política neerlandesa, actual líder del Partido Socialista y líder de dicho partido en la Cámara de Representantes.
Es hija de Jan Marijnissen, político y exlíder del Partido Socialista. Lilian Marijnissen se desempeñó anteriormente como miembro del consejo municipal de Oss de 2003 a 2016, al igual que su madre antes que ella.